# Señor de Alcasobas
Señor de Alcasobas es un señorío portugués creado por D. Juan I en 1429 en favor de D. Fernando Henriques. El señorío pasó a ser de juro y heredad en 1518 por el rey  D. Manuel I. El 14.º Señor fue elevado a conde de Alcasobas, de juro y heredad, por Decreto del 1 de diciembre de 1834 de la reina D. Maria II.

## Titulares
1. D. Fernando Henriques, 1.º Señor de Alcasobas de juro y heredad;
2. D. Fernando Henriques, 2.º Señor de Alcasobas de juro y heredad;
3. D. Henrique Henriques, 3.º Señor de Alcasobas de juro y heredad;
4. D. Fernando Henriques, 4.º Señor de Alcasobas de juro y heredad;
5. D. Henrique Henriques, 5.º Señor de Alcasobas de juro y heredad;
6. D. Jorge Henriques, 6.º Señor de Alcasobas de juro y heredade;
7. D. Henrique Henriques, 7.º Señor de Alcasobas de juro y heredad;
8. D. Jorge Henriques, 8.º Señor de Alcasobas de juro y heredad;
9. D. Henrique Henriques, 9.º Señor de Alcasobas de juro y heredad;
10. D. António Henriques, 10.º Señor de Alcasobas de juro y heredad;
11. D. Leonor Maria Ana Henriques de Faria Pereira, 11.ª Señora de Alcasobas de juro y heredad;
12. D. Caetano Alberto Henriques Pereira de Faria Saldanha e Lancastre, 12.º Señor de Alcasobas de juro y heredad;
13. D. Teresa Henriques Pereira de Faria Saldanha e Lancastre, 13.ª Señora de Alcasobas de juro y heredad;
14. D. Caetano de Sales Henriques Pereira de Faria Saldanha Vasconcelos e Lancastre, 14.º Señor de juro y heredad y 1.º Conde de Alcasobas.

Después de ser elevado el título de señor de Alcasobas a conde de Alcasobas, el 1 de diciembre de 1834, el título ya fue utilizado por:
- D. Caetano de Sales Henriques Pereira de Faria Saldanha Vasconcelos e Lancastre, 2.º conde de Alcasobas;
- D. Luís Henriques de Faria Pereira Saldanha e Lancastre, 3.º conde de Alcasobas;
- D. Caetano Henriques Pereira de Faria Saldanha e Lancastre, 4.º conde de Alcasobas.

Implantación de la República Portuguesa y fin del régimen nobiliario (antiguo régimen).
- D. Luís Maria Henriques Pereira de Faria Saldanha e Lancastre, 5.º conde de Alcasobas;
- D. Caetano Henriques de Mendia Saldanha e Lancastre, 6.º conde de Alcasobas, 2.º conde de Cuba;
- D. Luís Pérez-Quesada Henriques de Lancastre, 7.º conde de Alcasobas (actual titular).